# Bom lượn

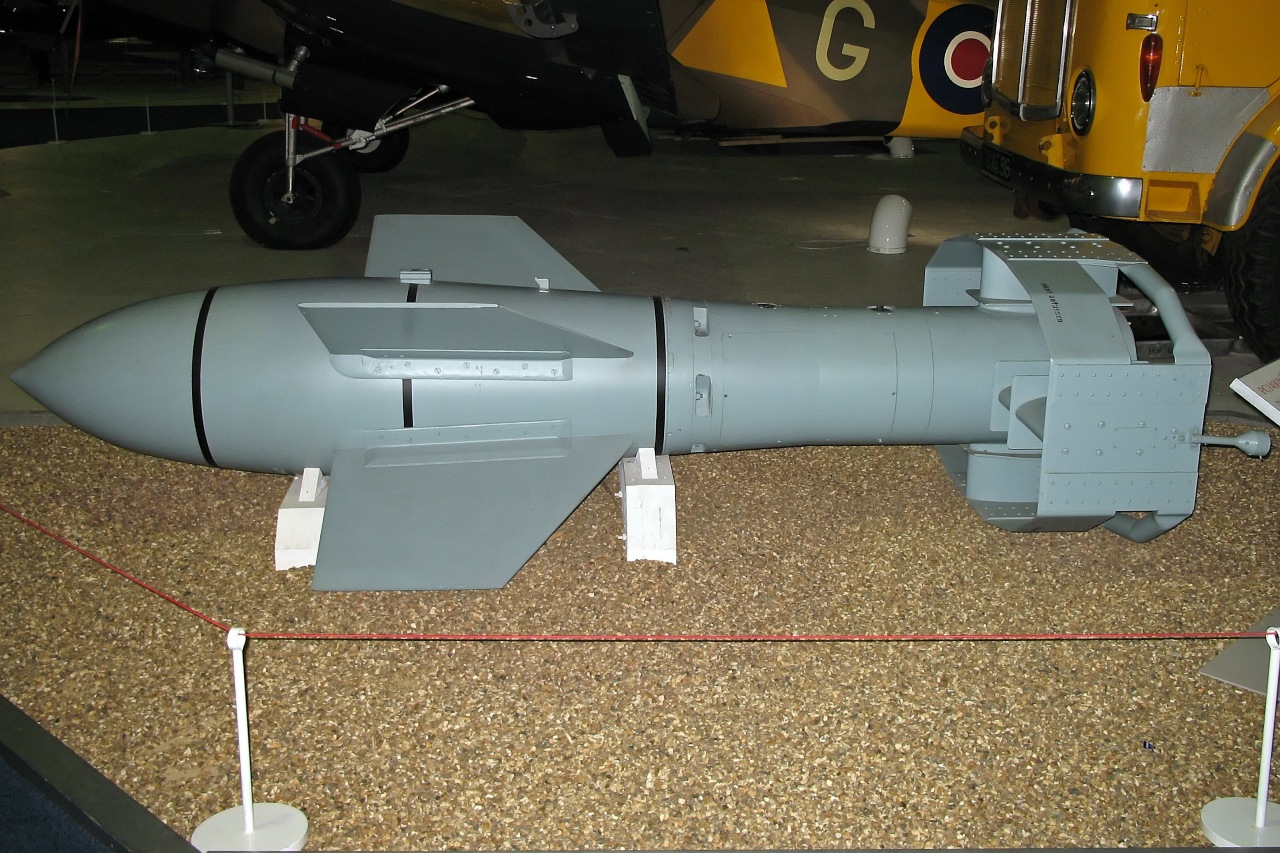
Đức, bom lượn 'Fritz X'

Bom lượn (glide bomb) là loại vũ khí nổ phá (bom) bay không cần động cơ (lượn). Trong vũ khí, bom lượn thuộc loại đạn tự dẫn (missile).
Thông thường nhất, bom lượn là loại vũ khí thả từ máy bay, nó thay đổi các đặc điểm bề mặt khí động để thay đổi đường bay so với đường đạn đạo. Năng lượng của bom lượn là vận tốc ban đầu được thả từ máy bay và trọng lực. Mục tiêu của việc này là đường bay nghiêng hơn, xa hơn đường đạn đạo, hoặc tăng độ chính xác.

## Bom lượn trong cácvũ khí
Ngày nay, bom lượn có thể được chế tạo riêng như AGM-62 Walleye. Có khi người ta chế một thiết bị để lắp vào bom thông thường điều khiển nó tăng độ chính xác, ví dụ Joint Direct Attack Munition (JDAM). Có khi một loại vũ khí có phiên bản không động cơ và phiên bản có động cơ để bắn từ máy bay bay chậm như AGM-130 và AGM-158 JASSM, điều này làm ranh giới giữa bom lượn và tên lửa không rõ ràng. Điều này không quan trọng lắm, vì trong hầu hết các ngôn ngữ, người ta ít dùng từ tên lửa trong vũ khí để chỉ đạn có điều khiển. Paveway là nhóm các bom lớn của Raytheon Company điều khiển lazer, thuộc loại bom lượn. Rất nhiều bom lượn có thêm động cơ nhỏ hỗ trợ lượn, có thể là động cơ tên lửa hoặc động cơ phản lực không khí.
GBU-12.
AGM-tiếng Anh.= Air to Ground Missile = đạn có điều khiển không đối đất.
AGM-62-tiếng Anh là một loại bom lượn điều khiển qua tivi, Walleye TV-guided glide bomb. Đây là đạn có điều khiển không dối đất rất tốt, rẻ, mạnh và chính xác. GLB Des
AGM-130 và AGM-158 JASSM là những bom lai, chúng có thể có một động cơ nhỏ, có thể không, lượn là chủ yếu, những đạn này phát triển tiếp theo để tăng khả năng đánh mục tiêu di động. Quả bom GBU-43/B "Mother of All Bombs" (mẹ của tất cả bom) cũng là bom lượn.
Bom lượn có thể được điều khiển bằng định vị toàn cầu GLONASS, GPS, radar, laser, hồng ngoại, Tivi, nhận dạng... hay các phương pháp khác. Bom lượn dùng các cánh điều khiển tương tác với không khí hoặc lái lực đẩy động cơ để thay đổi hướng bay. Nguồn cung cho hệ thống điện tử thường là pin nhưng cũng có khi là các máy phát điện chạy gió. Nhiều loại bom lượn dễ dàng lập trình lại gần như tức thời khi chuẩn bị chiến đấu hay chiến đấu để thay đổi các tham số dẫn đường, trọng tải, cách phát nổ.
So với các đạn có điều khiển khác, bom lượn có tỷ lệ thuốc nổ hiệu dựng cao. Ví dụ, tỷ lệ thuốc nổ hiệu dụng cửa bom lượn đạt trên 50%, đến 70%-80%. Trong khi đó, đạn được đẩy bằng tên lửa chỉ đạt tối đa 1/4 (không đối đất) hoặc thấp hơn nữa. Walleye I MK 1 MOD 0 (AGM-62A) nặng 510 kg mang 374 kg trái phá. Nhược điểm của bom lượn là phải xuất phát từ trên cao, tốc độ lớn. Vì vậy, bom lượn được dùng rất phổ biến trong máy bay. Nó chỉ đắt hơn bom không điều khiển một chút nhưng rất chính xác. Một nhược điểm nữa của bom lượn là nó không có vỏ dày nặng và tốc độ chậm, khó tránh đỡ các vũ khí đối không.

## Hai loại bom lượn
Bom lượn có thể chia ra hai loại, một loại sử dụng vận tốc ban đầu, bay ngang và một loại sử dụng trọng trường, chỉ hiệu chỉnh đường đạn. Loại thứ nhất có tầm xa, chính xác, bắn được mục tiêu di động, có cánh và xếp vào loại đạn có cánh. Loại thứ hai dùng chống mục tiêu cố định, còn gọi là bom có lái, JDAM chế tạo cho mục đích này.

## Đức trong Chiến tranh thế giới thứ hai
Bom lượn được người Đức phát triển trong Chiến tranh thế giới thứ hai, mục tiêu ban đầu là chống tàu.
Hồi Chiến tranh thế giới thứ hai, tàu biển rất khó đánh. Tàu chiến có giáp dày và hệ thống phòng không tốt. Các máy bay ném bom bổ nhào rất khó chiến đấu hiệu quả. Người ta cần tìm cách ném bom từ xa. Tuy vậy, tàu chiến nhỏ, nên việc ném bom hạng nặng tầm xa chính xác rất khó. Lúc đó, đã có hai phương án giải quyết.
Người Mỹ sử dụng một đoàn máy bay rải thảm, phần lớn đạn trượt, chỉ một phần trũng cũng đủ diệt tàu, họ chế B-25 và B-29.
Người Đức tìm một phương án tiên tiến hơn, là điều khiển để bom đi được chính xác. Điều này đã làm xuất hiện các đạn chống tàu có điều khiển. Ngày nay, đạn chống tàu có điều khiển là vũ khí chủ lực chống tàu. Những đạn chống tàu của Đức kiểu đó ban đầu là bom lượn, sau này, người Nga mới phát triển những đạn diệt hạm kiểu tên lửa đầu tiên được sản xuất thực tế: P-15 (được trung bày ở Bảo tàng Lịch sử Quân sự Hà Nội).
HOPE (HOchleistungs-PEnetrator = High Performance Penetrator) và HOSBO (HOchleistungs-Spreng-BOmbe = High Performance Explosive Bomb), đạn khoan và đạn nổ phá tiện dụng.
Ban đầu, người Đức chế tạo bom có điều khiển tăng cường độ chính xác, áp dụng trong các bom chìm. Sau đó, phòng không phát triển và nhu cầu về loại bom lượn có cánh có điều khiển xuất hiện. Chương trình được phát triển từ năm 1939.

### Đức Chiến tranh thế giới thứ hai,R/C

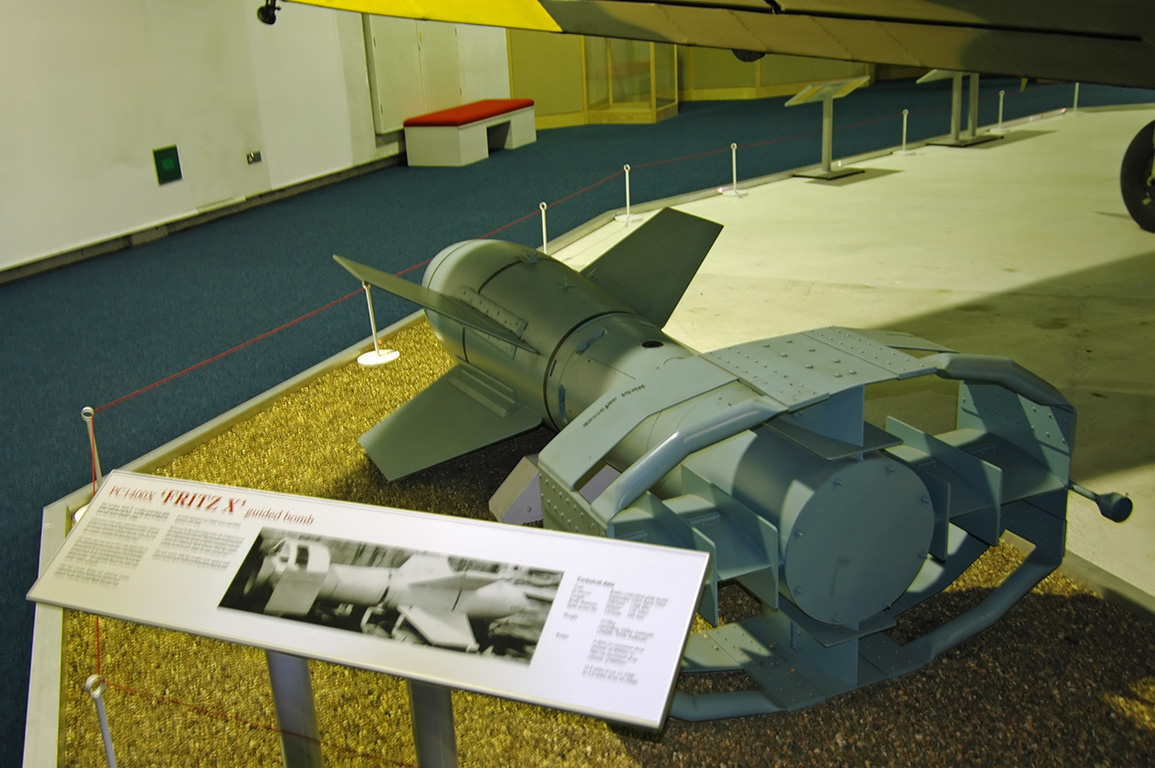
Fritz X loại Ruhrstahl SD 1400 X

Cấu hình ban đầu là bom lượn có cánh, được điều khiển bằng lệnh qua radio (R/C). Người ta dùng một antena chấn tử đặt sau đuôi bom để nhận lệnh. Phiên bản ban đầu máy điều khiển 100 kg dùng trong Ruhrstahl SD 1400 (Splitterbombe, dickwandig, 1400 kg - tiếng Đức "nổ phá, tường dày, 1400 kg"). Sau đấy là bản thực tế hơn ra đời, tạo thành nhóm đạn có điều khiển Fritz X. Loại đạn này được chế tạo nhiều phiên bản như Ruhrstahl SD 1400 X, X-1, PC 1400X hay FX 1400, trong này có cả bom lượn và đạn tên lửa. Thật ra, khó có thể gọi là tên lửa vì những phiên bản có động cơ được sử dụng để thuận tiện phóng tốc độ thấp, đây chỉ là động cơ tăng tốc ban đầu, thời gian làm việc rất ngắn so với thời gian bom hoạt động.
Fritz X đã lập nhiều chiến công. Nó bắn từ xa 8 km, ngoài tầm của tất cả các hệ thống phòng không. Đạn được bảo vệ tốt, rất khó bắn hỏng. Xác suất bắn trúng 15 mét là một nửa, 30 mét là 90%. Năm 1943, Đức đánh hỏng chiến hạm Ý đầu hàng Italia, đánh chìm Roma (Italia là chiến hạm chỉ huy - flag ship của Ý; Roma là cái cùng thiết kế dùng thay thế, hai chiến hạm mạnh nhất của Ý). Ngoài ra: USS Savannah (hỏng nặng) và nhiều tàu vận tải. HMS Warspite cũng dính là loại khỏi vòng chiến. USS Philadelphia chìm và tuần dương hạm HMS Spartan chìm.
http://www.1jma.dk/articles/1jmaluftwaffegroundweapons.htm Lưu trữ ngày 12 tháng 1 năm 2008 tại Wayback Machine
http://www.ausairpower.net/WW2-PGMs.html
Bom lượn này phá hủy vỏ tàu 500mm.
Henschel Hs 293 là phiên bản phát triển các tiến bộ trên cộng thêm bộ đo cao radio đơn giản. Nhưng Henschel Hs 293 là đạn có điều khiển có động cơ, đúng ra ngày nay gọi là đạn hành trình, "cruise missile". Tuy vậy, cũng như các phiên bản Fritz X có động cơ, đạn vẫn bay tiếp khi hết nhiên liệu. Đạn có một động cơ phản lực đơn giản pulse ram jet dùng nhiên liệu lỏng thông thường, cho phép nó bay ngang. Đạn được máy bay mẹ thả xuống, bay là mặt biển song song với máy bay mẹ, máy bay mẹ điều khiển đạn sang trái phải, không cần chú ý đến cao độ, dễ điều khiển hơn nhiều. Đạn này cũng lập được kha khá chiến công lớn.
Các Hs-293 dược cải tiến nhiều, trong đó có phiên bản dẫn đường Tivi đầu tiên của thế giới. Hs-293D là phiên bản không đối không nhưng chỉ có 8 mẫu thử, nó có ngòi âm thanh và động cơ làm việc lâu, một phần đầu đạn chuyển cho động cơ.
Tuy nhiên, khó khăn lớn với thiết bị điều khiển R/C hồi đấy: nó không thể bắn nhiều đạn một lúc, rất khó chế tạo, rất khó điều khiển. Nhưng cản trở lớn nhất xuất hiện, người Anh phát hiện ra mã lệnh R/C, mà thay đổi mã này rất khó. Điều này dẫn đến việc phương án R/C dừng. Tuy các thiết bị gây nhiễu đã được lắp trên các tàu chiến Đồng Minh, nhưng không hiểu sao đến D-day, chiếc Tàu chiến Na Uy Svenner vẫn ăn chưởng.

### Đức Chiến tranh thế giới thứ hai,Radio Homing
Phương án thứ 2 là "củ cải", nguyên lý tự tìm mục tiêu radio, hay tiền thân của "radar bán chủ động". Máy bay mẹ chiếu sóng radio vào tàu địch với cường độ cao, phản xạ được đạn thu lại và định hướng đạn. Vì thiết bị này lắp ở đầu đầu đạn, trông như củ cải đỏ nên có tên như vậy.
Blohm & Voss BV 246 được phát triển năm 1943 với tư cách là bom lượn diệt tàu tầm xa. Bom được thiết kế để bắn xa 100 km, ban đầu sử dụng R/C, ngày 12/12-1943, bom được đặt hàng sản xuất hàng loạt. Tuy vậy, năm 1944 do phần điều khiển không chống được thiết bị gây nhiễu nên chương trình dừng. Đến năm 1945, bom được tái khởi động chương trình, tên mới là BV 246-củ cải để phân biệt với đời cũ. Thử nghiệm đầu tiên tại Unterlüss, 10 quả chỉ 2 quả trúng mục tiêu 2 mét. 1000 quả được đặt hàng, nhưng do thiếu phần diều khiển (đang phát triển), nên không quả nào được dùng. Cấu tạo phần cơ của vũ khí này rất tốt. Phát triển lớn nhất của vũ khí này ở chỗ, nó đã có hai con quay hồi chuyển, đo xa radio và máy tính tương tự đơn giản, nó đúng là một viên đạn có điều khiển như ngày nay .

## Mỹ trong Chiến tranh thế giới thứ hai
ATSC VB-1/VB-2 Azon và VB-3/VB-4 Razon của Mỹ, đến VB-13 rất giống Đức, trước chiến tranh, các nhà khoa học đã trao đổi kinh nghiệm. Chương trình của Mỹ khởi động từ năm 1943, một số lượng lớn bom VB đã được chế tạo, nhưng hầu như không được sử dụng. Cánh quá bé làm bom này rất khó điều khiển. Thật ra, người Mỹ chỉ mơ hồ có được một hình ảnh bom Đức mà không hề có khái niệm về điều khiển, họ dự định một đường bay thẳng tắp như đường đạn súng trường dưới tác động của động cơ và các cánh khí động, nhưng điều đó đã không xảy ra. Những loại này không thể xếp vào đạn có điều khiển.
SWOD MK 9 / ASM-N-2 Bat ra đời 1945, nó hoàn toàn không có động cơ. Đây là loại bom lượn đúng nghĩa và cũng là loại vũ khí điều khiển từ xa hạng nặng thực tế đầu tiên mà Mỹ hoàn thành, nó có tham chiến nhưng không lập công. Bom có cánh rộng, đường bay tốt nhưng phần radar chưa phát triển.